# Kål
 Denne artikel omhandler den taksonomiske slægt. For grøntsager, der i daglig tale ofte omtales som kål, se hvidkål.
Kål (Brassica) Slægten består af mere end 30 arter og hybrider, som er udbredt i Europa, Nordafrika og Asien. Den rummer flere vigtige landbrugs- og gartneriafgrøder end nogen anden slægt. Desuden indeholder den en række ukrudtsarter, som enten er oprindelige, vilde arter eller forvildede kulturplanter. De fleste arter er én-eller toårige, men enkelte er små buske.
Næsten alle dele af planterne er fremavlet som mad- eller foderafgrøder. Det gælder rødderne (turnips), stænglerne (kålrabi), bladene (hovedkål og rosenkål), blomsterne (blomkål og broccoli) og frøene (sennep). Nogle former med hvide, brogede eller violette blade eller blomster bliver også dyrket som prydplanter.
| Beskrevne arter |

- Sareptasennep (Brassica juncea)
- Raps (Brassica napus)
- Sort sennep (Brassica nigra), Sennepkål.
- Havekål (Brassica oleracea)
- Agerkål (Brassica rapa subsp. campestris)

| Andre arter |

| - Brassica assyriaca - Brassica aucheri - Brassica balearica - Brassica barrelieri - Brassica bourgeaui - Brassica cadmea - Brassica carinata - Brassica cretica - Brassica deflexa - Brassica deserti - Brassica desnottesii | - Brassica dimorpha - Brassica drepanensis - Brassica elongata - Brassica fruticulosa - Brassica gravinae - Brassica × harmsiana - Brassica hilarionis - Brassica incana - Brassica insularis - Brassica macrocarpa - Brassica maurorum | - Brassica montana - Brassica nivalis - Brassica oxyrrhina - Brassica procumbens - Brassica repanda - Brassica rupestris - Brassica ruvo - Brassica souliei - Brassica spinescens - Brassica tournefortii - Brassica villosa |

## Ekstern henvisning
- Havenyt.dk: Kål